# جک دیم
جک دیم (انگلیسی: Jack Deam؛ زادهٔ ۲۹ ژوئن ۱۹۷۲) بازیگر اهل بریتانیا است.
از فیلم‌ها یا برنامه‌های تلویزیونی که وی در آن نقش داشته‌است، می‌توان به شهر هالبی، پدر براون، خیابان کورونیشن و سربازرس بنکس اشاره کرد.